# إيزابيل كروز
إيزابيل كروز هي لاعبة جمباز فني برازيلية، ولدت في 21 ديسمبر 1997 في ريو دي جانيرو في البرازيل.